# Högberga gård

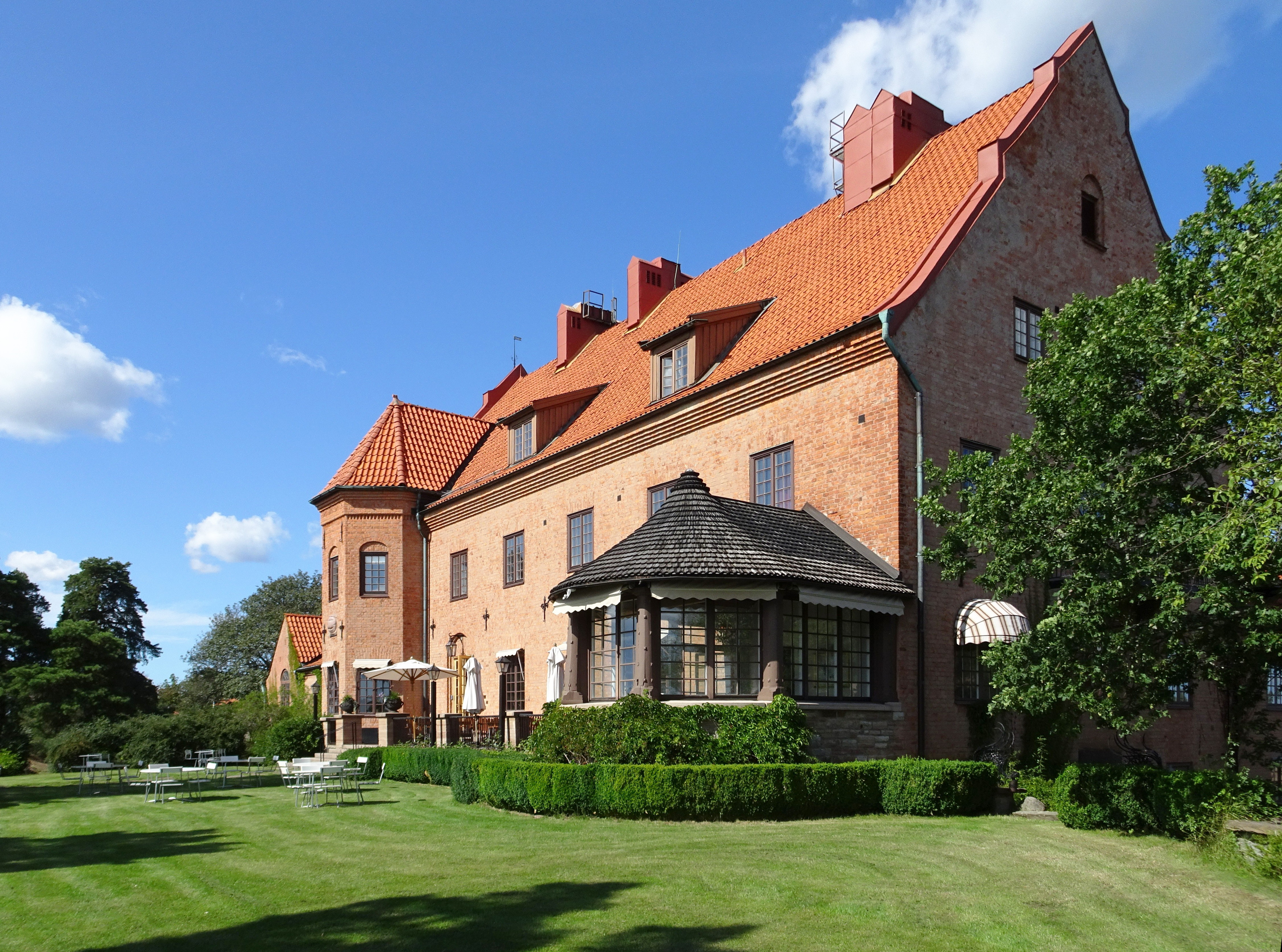
Villa Högberga, Lidingö, östra delen av gården mot trädgårdssidan, 2021.

Högberga gård är en restaurang- och konferensanläggning vid Grindstigen 5–6 i stadsdelen Brevik på södra Lidingö. Fastigheten ägs av Sveriges Kommuner och Regioner och drivs som en reguljär kommersiell konferensanläggning öppen för alla typer av organisationer och företag samt för weekendgäster.
Högberga gårds huvudbyggnad, ursprungligen kallad Villa Högberga eller Villa Fåhraeus uppfördes under åren 1909-1911 (kompletterad 1916), som privatbostad för konstsamlaren Klas Fåhraeus efter ritningar av arkitekt Carl Westman. 
Sedan 1985 är Villa Högberga byggnadsminnesförklarad med motiveringen att villan är "ett framstående exempel på det tidiga 1900-talets nationella jugendstil".

## Historik

### Byggnadens gestaltning

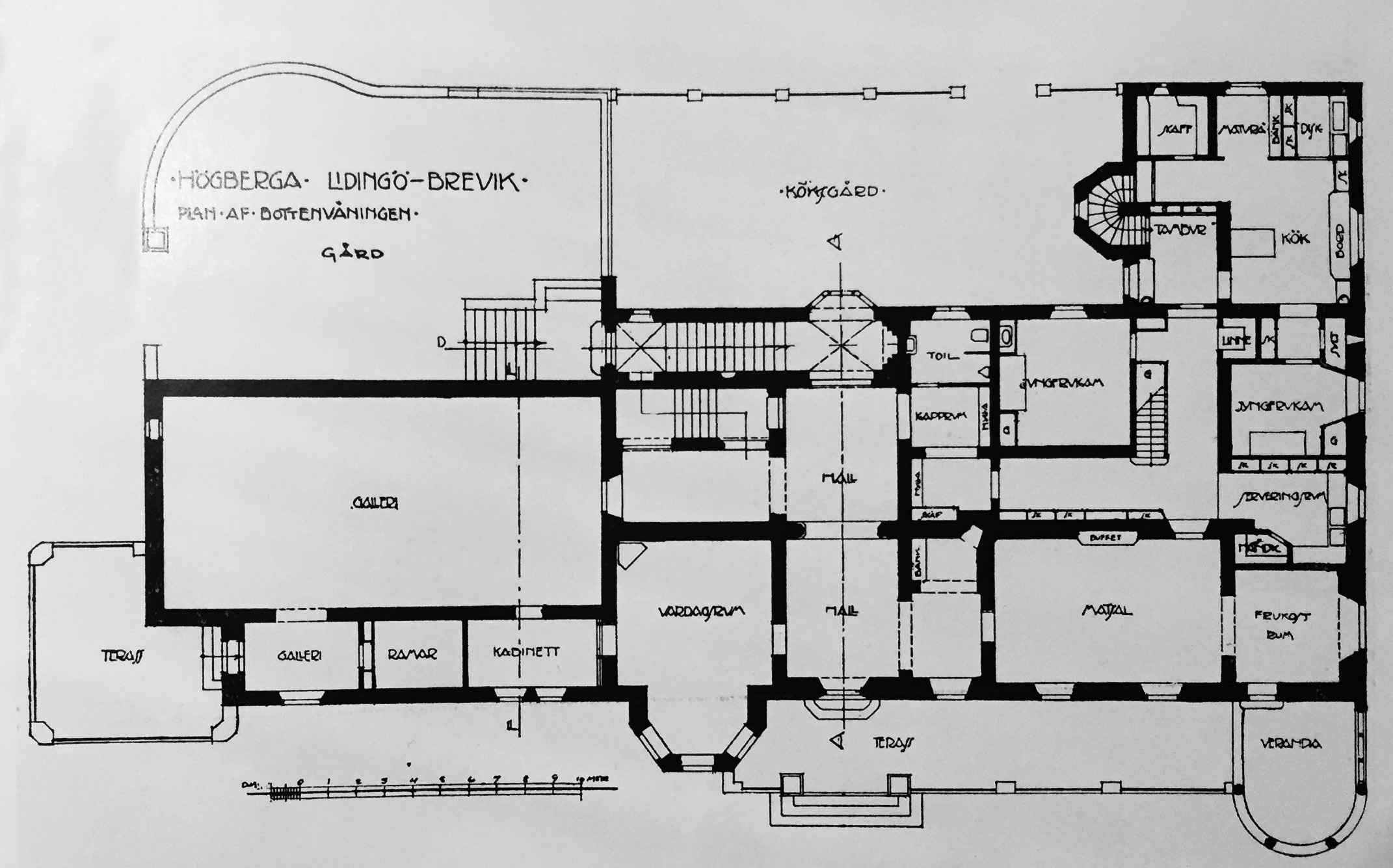
Planritning 1909.

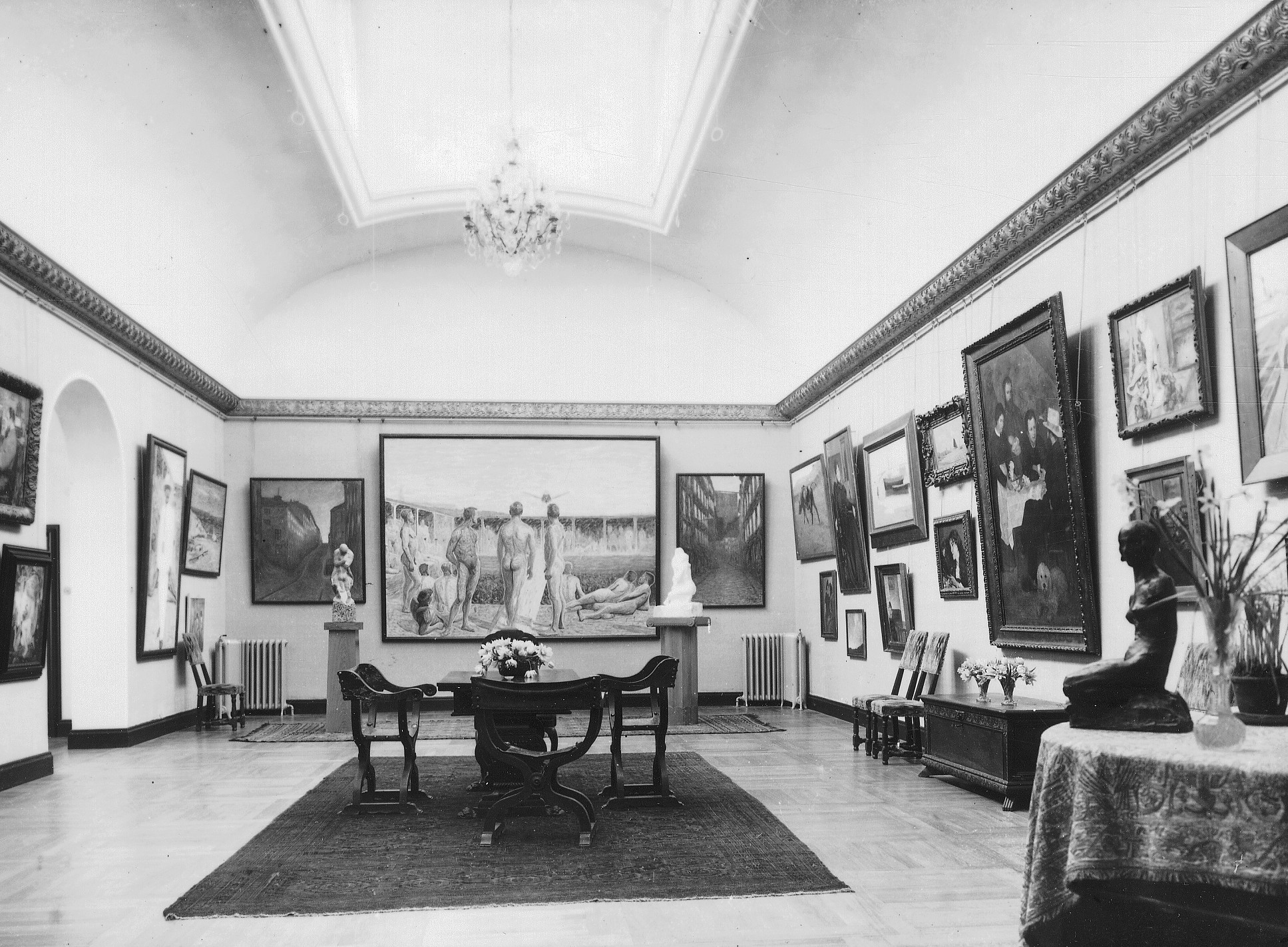
Konstgalleriet på 1920-talet.

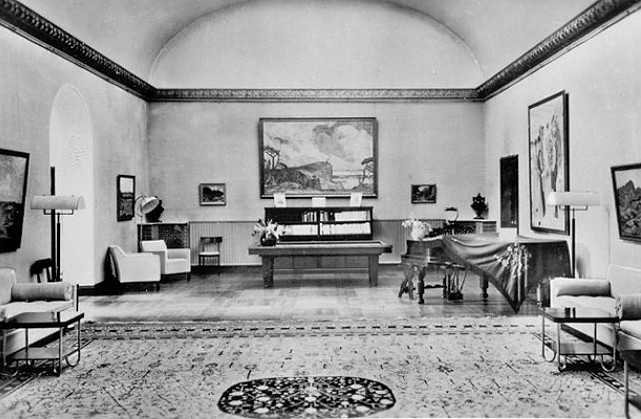
Konstgalleriet när Villa Högberga var konvalescenthem 1932-1963.

Villa Högberga är en monumental slottsliknande villa med drag av medeltida kyrka och borgliknande innergård på baksidan, den största privatvillan som någonsin uppförts på Lidingö. Huvudbyggnaden har en längd av cirka 45 m med en total golvyta på cirka 2 400 m². Villan planerades med speciell hänsyn till att kunna hysa Klas Fåhraeus stora samling av internationell och svensk konst. Arkitekt var Carl Westman, känd bland annat som arkitekten bakom Stockholms rådhus. Villans placering i söderläge högt uppe på Lidingös sydligaste udde, Högudden, vid gränsen mellan Lilla Värtan och Halvkakssundet, valdes med hänsyn till att få bästa möjliga utsikt över vattnet vid Stockholms inlopp.
Carl Westman utformade villan i nationalromantisk stil och använde samma typ av fönster, skorstenar och maskinslagna slamputsade murtegel som han använde för Stockholms rådhus. I villan finns flera specialritade rum. Rummet kallat "konstgalleriet" har beskrivits som Westmans djärvaste skapelse i huset som för tankarna till en medeltida gotländsk kyrka. Tegelväggarna i galleriet utformades för att ge en lämplig temperatur och luftfuktighet åt konstverken. David Edström anlitades för att göra reliefer. Rummet har ett speciellt utformat kupat glastak för största möjliga ljusinsläpp men, för att förhindra att målningarna skulle blekas, så konstruerat att solen aldrig kunde lysa direkt på tavlorna. Alla tavlor i huset var originaltavlor. På den ena kortväggen hängde Eugène Janssons "Flottans badhus (Svanhopp)" från 1907. Idag (2021) används konstgalleriet som matsal och festlokal.
Villan har ett fyrtiotal rum och en planlösning med samma enkla solida karaktär som exteriören. Många rum förbinds med välvda öppningar. Rummens väggar är gulputsade. Ett av vindsvåningens många sovrum är dekorerat med målningar av konstnären Filip Månsson.

### Konstgalleri
Bland internationell konst som Fåhraeus hade samlat i villan kan nämnas verk av Paul Cézanne, Gustave Courbet, Édouard Manet, Claude Monet, Edvard Munch, Rembrandt, Pierre-Auguste Renoir, Vincent van Gogh och Gustav Vigeland. I den stora konstsamlingen av svenska konstnärer ingick bland annat verk av Richard Bergh, Leander Engström, Gösta von Hennigs, Ernst Josephson (bland annat målningen En skandal i societeten), Nils Kreuger, Carl Larsson, Karl Nordström, Anders Zorn, Eugène Jansson och Gottfrid Kallstenius.

### Kinarummet
"Kinarummet" byggdes som en tillbyggnad under 1916 för att härbärgera Fåhraeus omfattande östasiatiska konstsamling. (Fåhraeus gjorde många resor utomlands, bland annat till Kina). Rummet hade från golv till tak tjocka träpelare, som prytts med detaljrika sniderier av Aron Sandberg, där även husets ägare finns utsnidad, omgiven av två kinesiskor, samt en öppen spis designad av J.A.G. Acke.

### Trädgården
Trädgårdsarkitekt Rudolf Abelin anlitades för utformning av parken till huset i japansk stil med tallbevuxna terrasser. En av dåtidens stora kulturskribenter Carl Gustaf Laurin ansåg att Villa Högberga var ett av de vackraste privata hemmen i Sverige vid den tiden och yttrade vid ett tillfälle när han stod på terrassen utanför villan och blickade ut över Lilla Värtan; "Jag känner mig som en gud här om jag inte hade haft lite reumatism i högra axeln".

### En samlingsplats för tidens kulturelit
Klas Fåhraeus och hans hustru Olga Björkegren ingick i en krets av kända konstnärer och kulturelit som regelbundet träffades och där Villa Högberga ofta fungerade som en samlingsplats. På den stora målningen Vänner av Hanna Pauli (1864-1940), ses från vänster Betty Hirsch, Olga Björkegren, Lisen Bonnier, Hanna Bendixon, Ellen Key, Georg Pauli, Karl Otto Bonnier, Richard Bergh, Gerda Bergh (gift med R. Bergh), en okänd man, Arthur Bendixon och längst till höger Klas Fåhraeus.
Villa Högberga fungerade också periodvis som inspirationsmiljö för unga lovande konstnärer som kostnadsfritt kunde få bo där för att utvecklas i sitt yrke.

### Lågkonjunkturen i slutet på 1920-talet
I slutet av 1920-talet i samband med den världsomfattande lågkonjunkturen fick Fåhraeus ekonomiska problem och tvingades 1926 sälja 300 av sina dyraste konstverk. Några köptes in av Nationalmuseum men merparten såldes till utländska köpare. I slutet av 1920-talet blev Fåhraeus också tvungen att sälja hela fastigheten och familjen flyttade ut till en liten villa i Äppelviken.

Historiska bilder från 1926
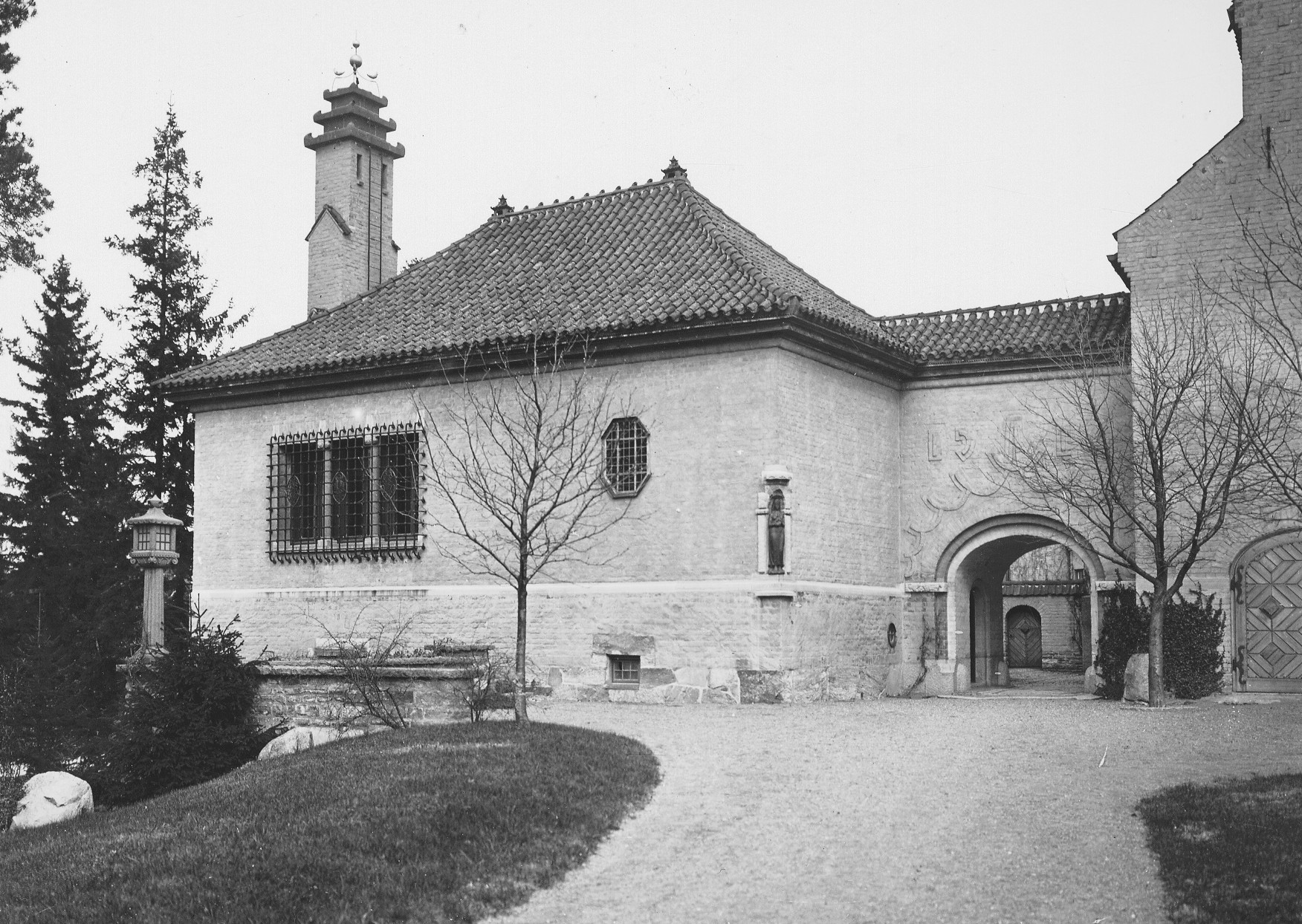
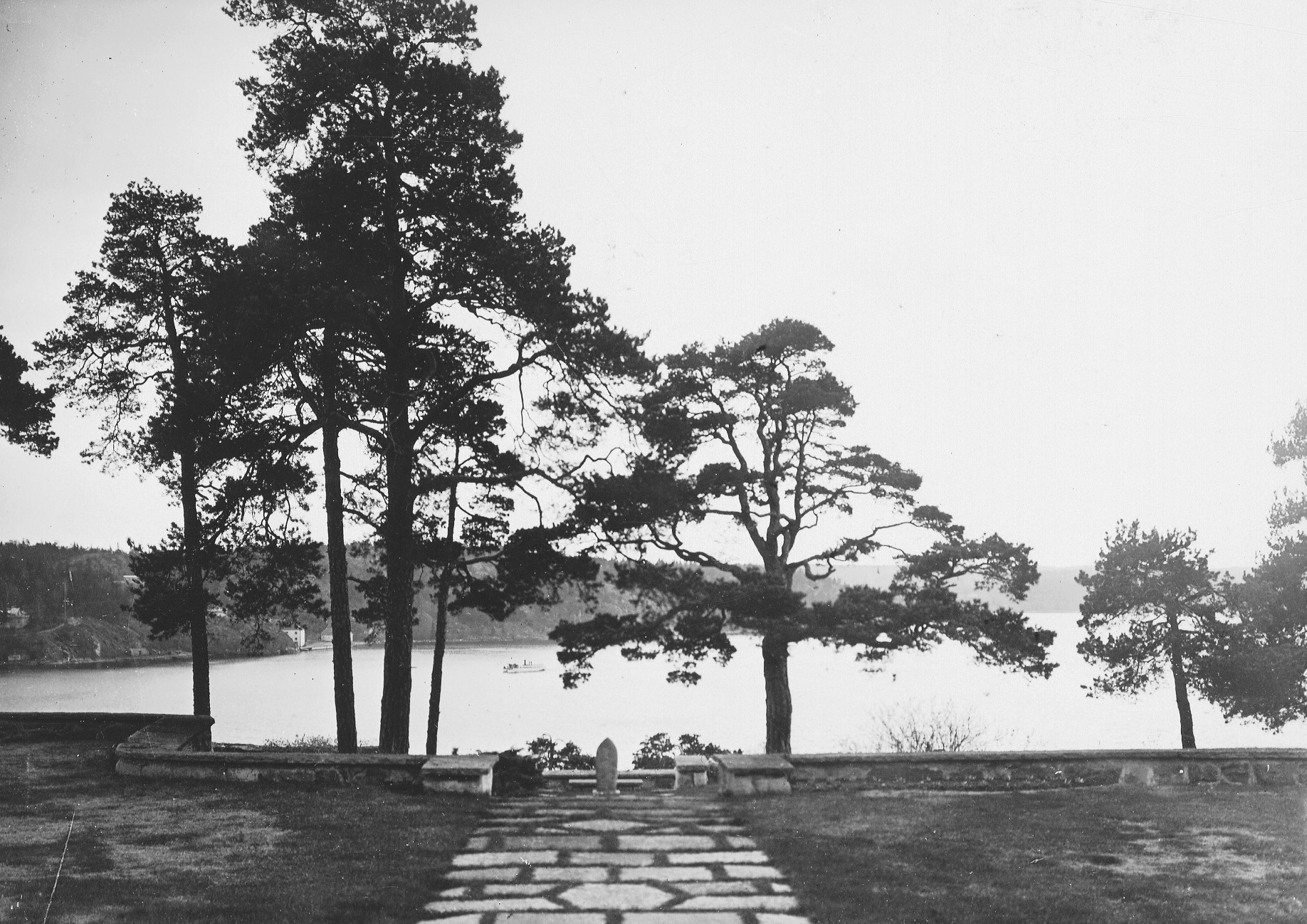
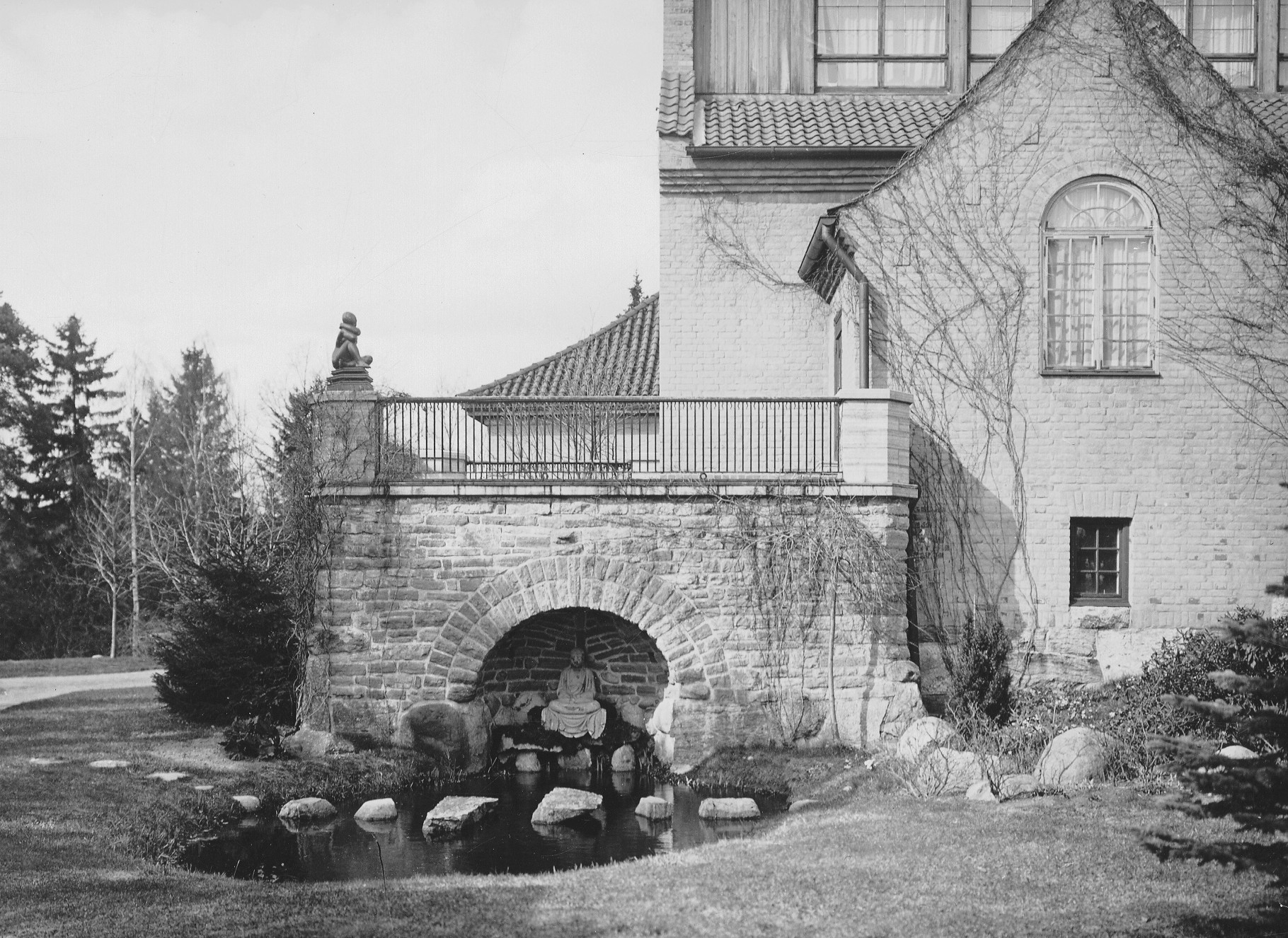
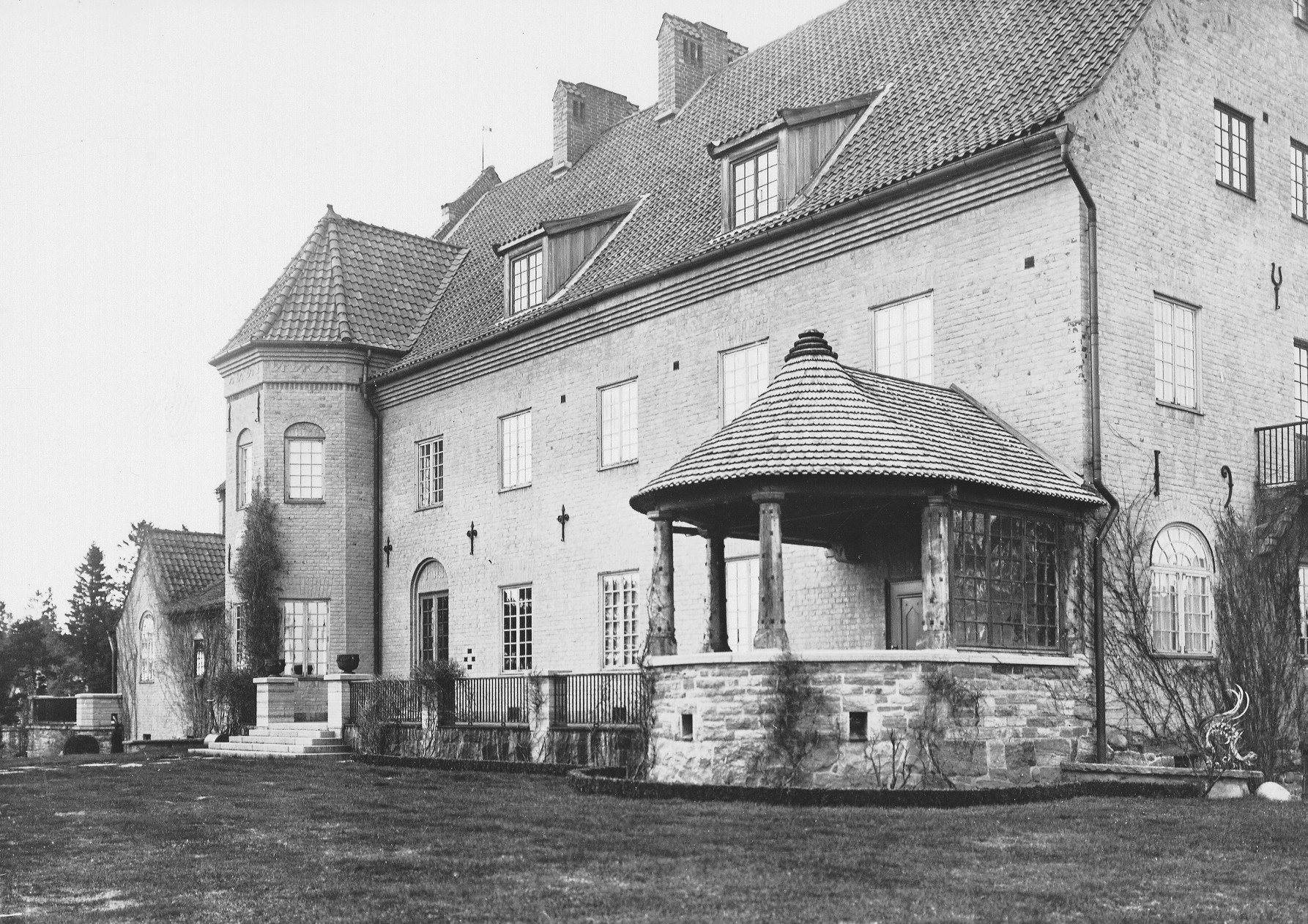

## Villa Högbergas vidare öden
Fastigheten såldes omkring 1930 till diplomaten och konstsamlaren Harry Ax:son Johnson, som tvingades sälja fastigheten redan 1932. Köpare var Stiftelsen Håkanssons minne, som utnyttjade den som sjuk- och konvalescenthem fram till 1963.
År 1964 köpte Landstingsförbundet fastigheten för att ha som skola och kursgård. År 1993 gick också Apoteksbolaget in som delägare. Det drevs av dessa ägare som en kommersiell anläggning med inriktning mot företagskonferenser och större sammankomster. Den totala golvytan av samtliga hus är cirka 7.700 m². 
Av Fåhraeus stora konstsamling återstår idag i Villa Högberga endast Gottfrid Kallstenius Vår från 1892. En stor del av den ursprungliga fasta utsmyckningen finns dock kvar. Gården har också under åren som konferensgård kompletterats med mycket annan konst. År 1994 gjordes en tillbyggnad i stil med Carl Westmans ursprungsskapelse, kallad Conferencen. År 2003 tillkom Paviljongen, byggd ut över den yttre bergskammen, med inglasat poolrum och panoramafönster med utsikt mot Hustegafjärden, Lilla Värtan och Stockholms inlopp. 
År 2010 öppnade man Sveriges första toskanska vinfabrik, Högberga vinfabrik, belägen i källarvåningen av Stora flygeln. Under våren 2016 slog man upp dörrarna till Högberga Havsspa med varm spa-källa i berget. Driften ägs sedan augusti 2013 av Johan Hjort, Marcus Åkerlind, Tommy Eriksson och Tina Dernelid.

## Bildgalleri

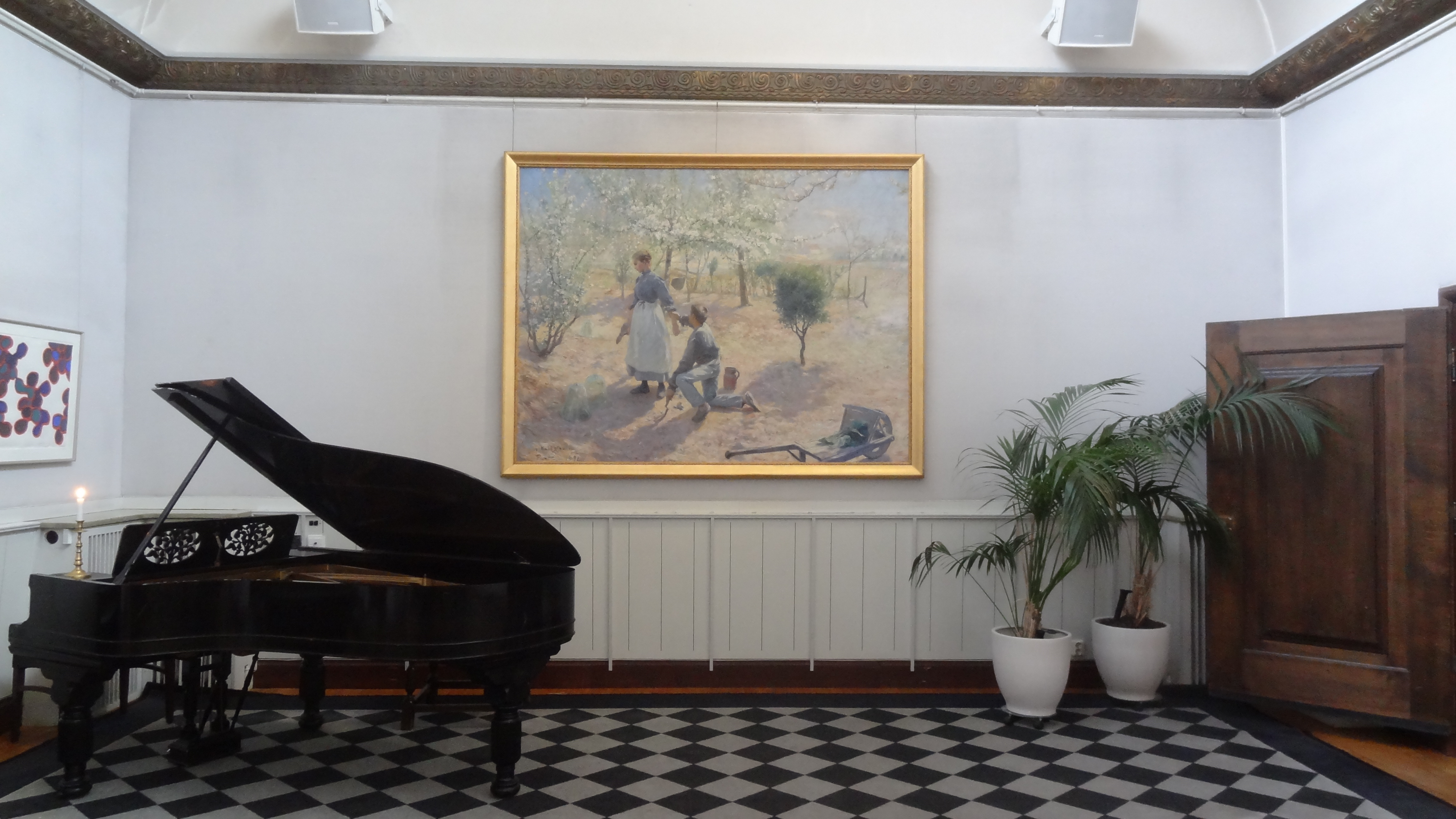

Exteriör, huvudbyggnad
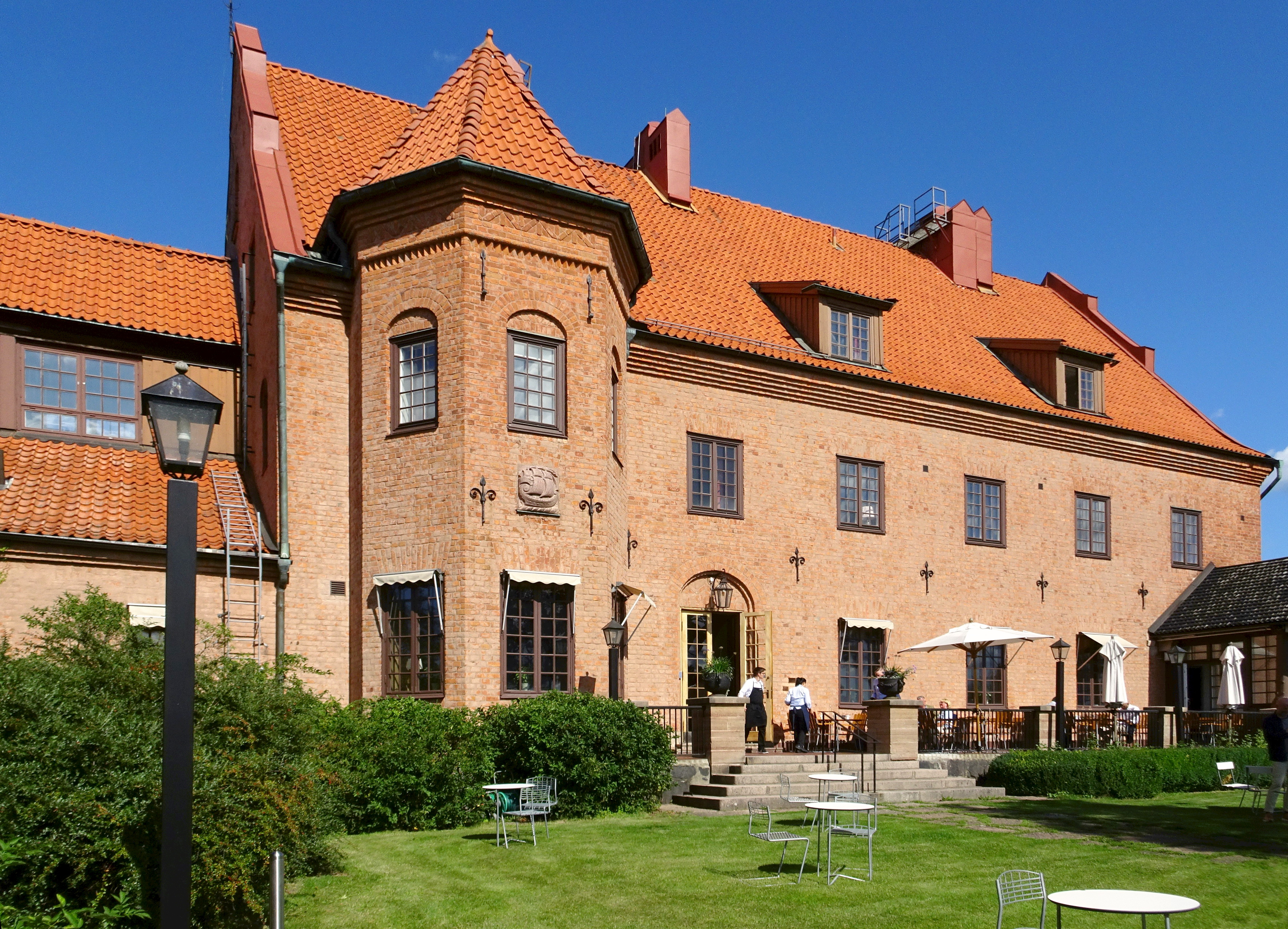
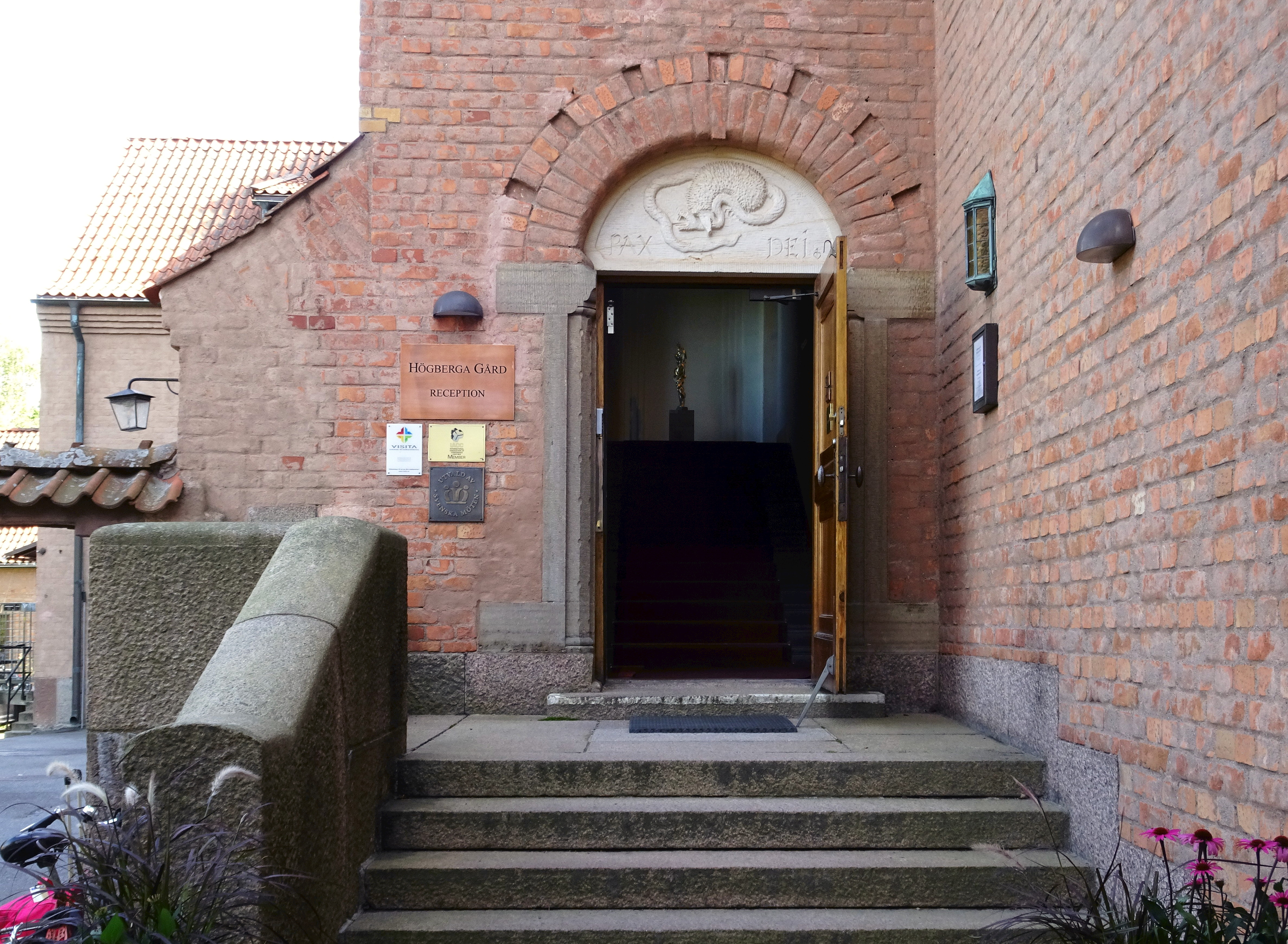
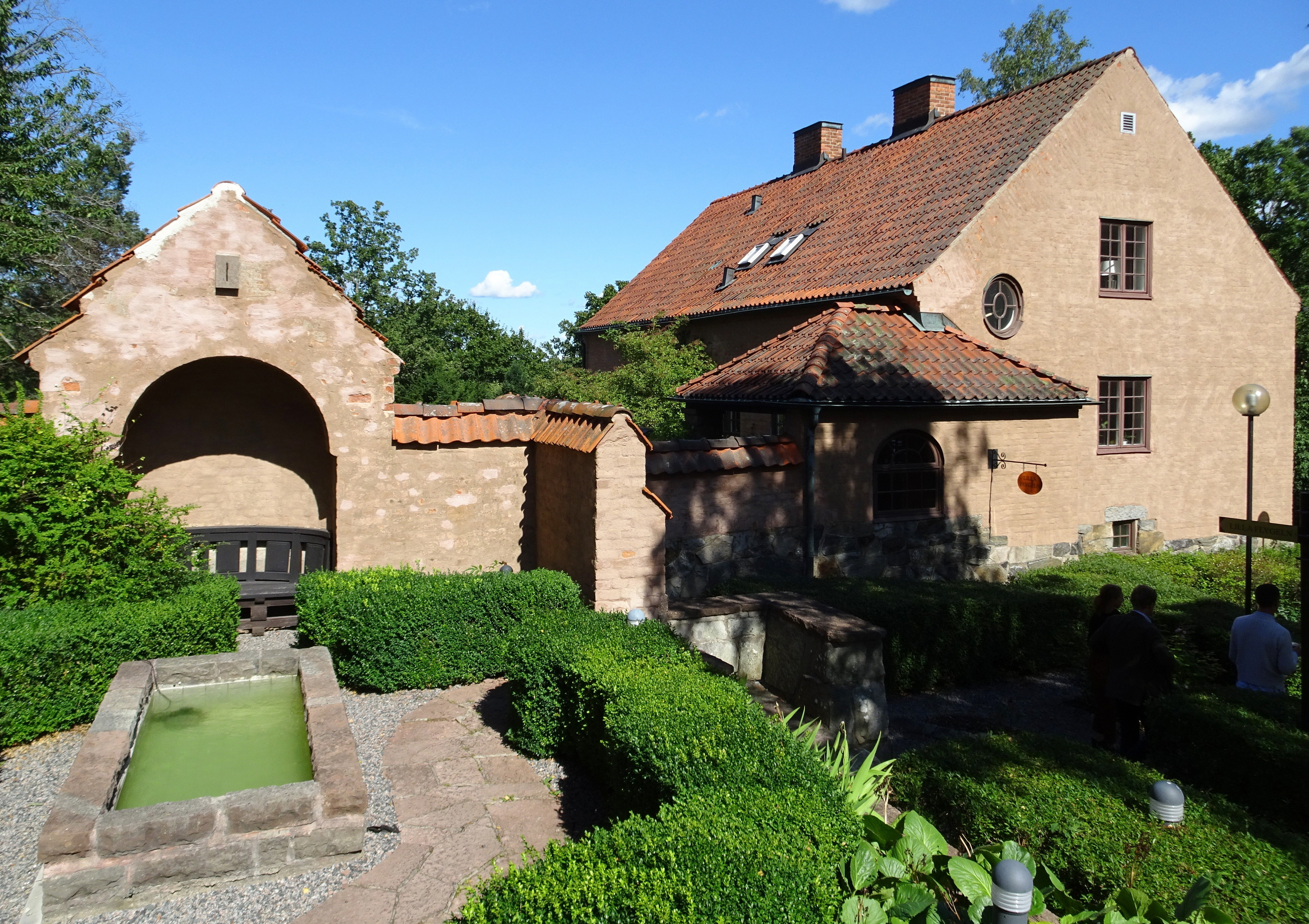
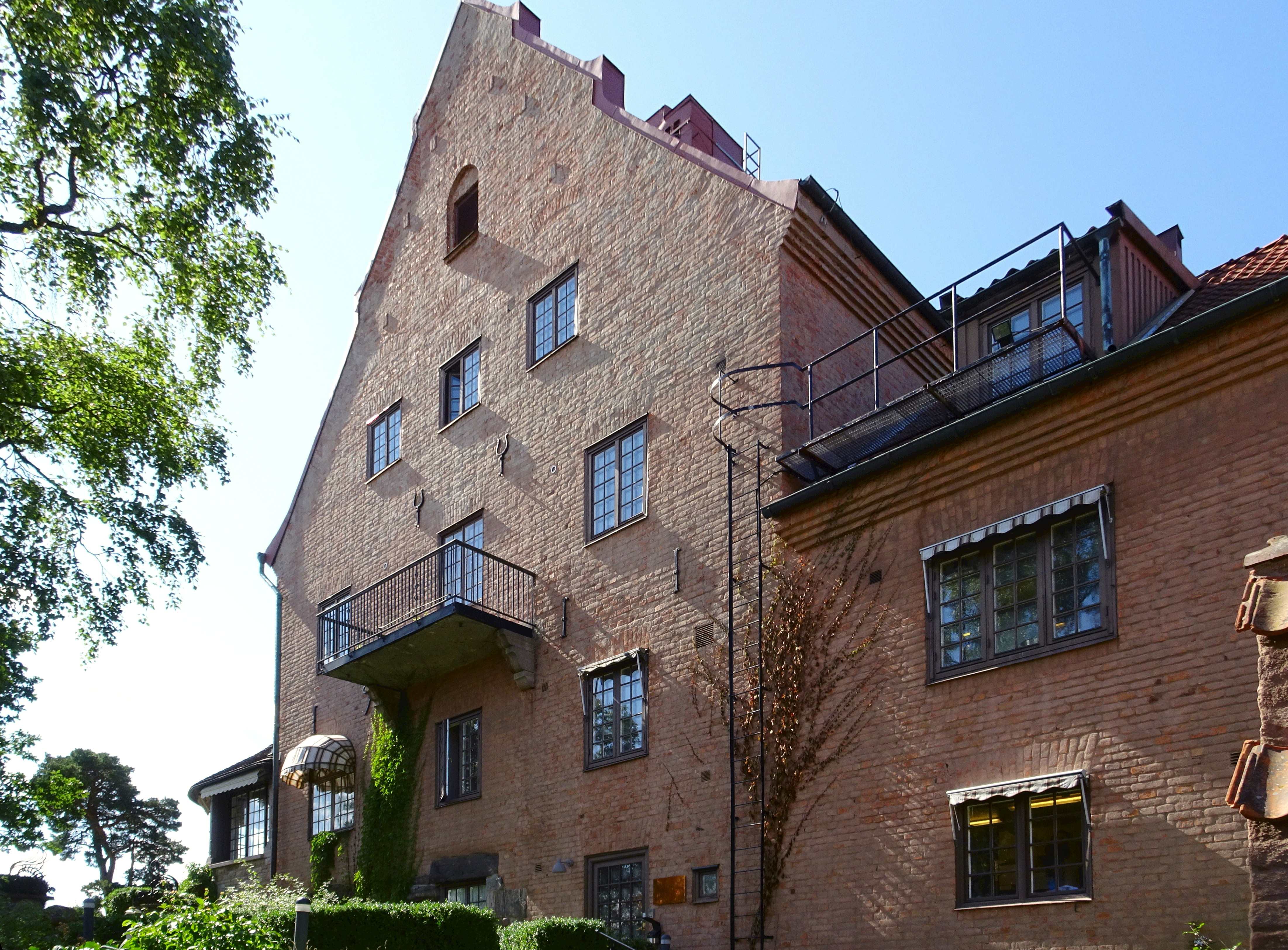

Exteriör, parken och trädgården
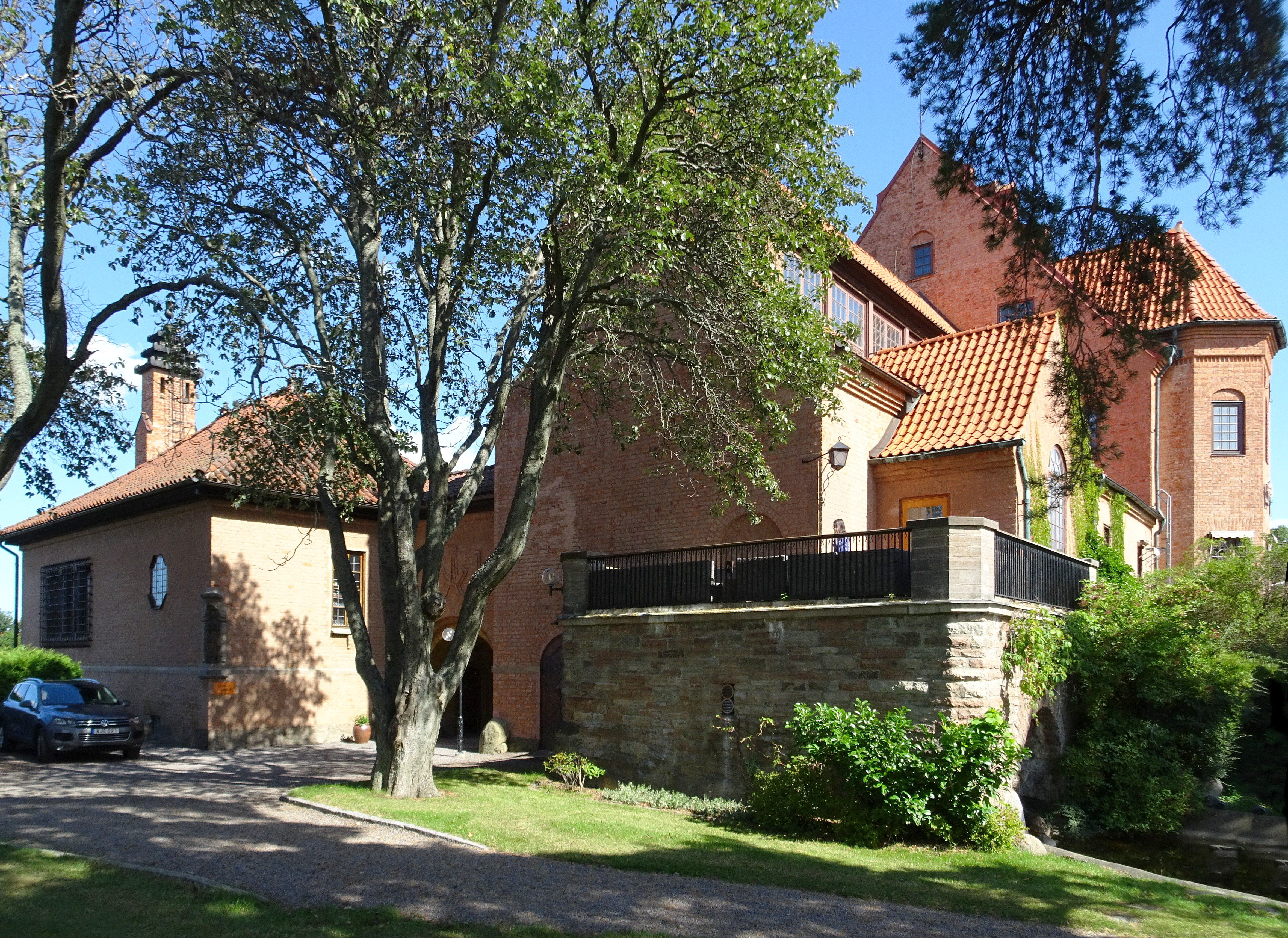
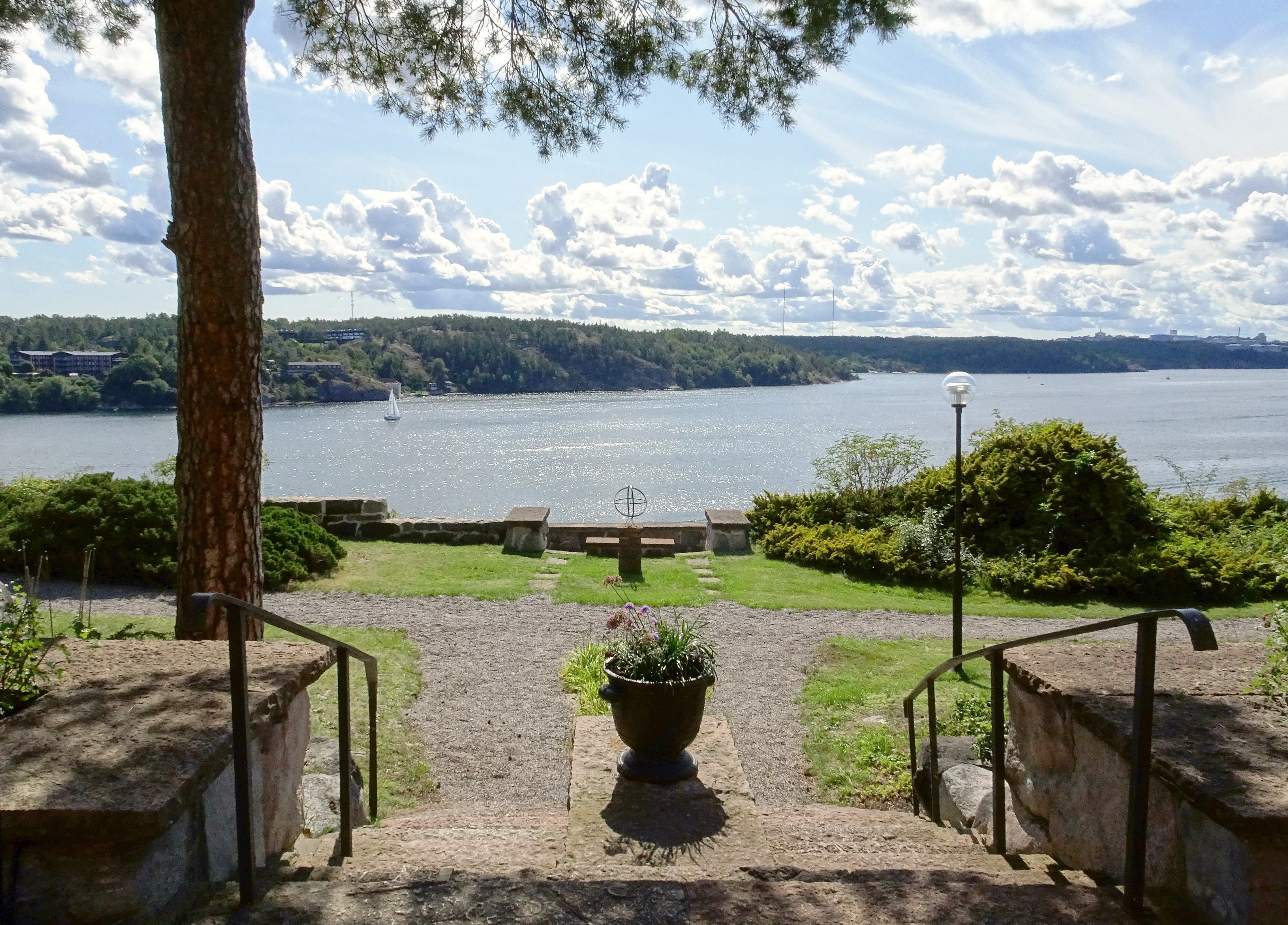
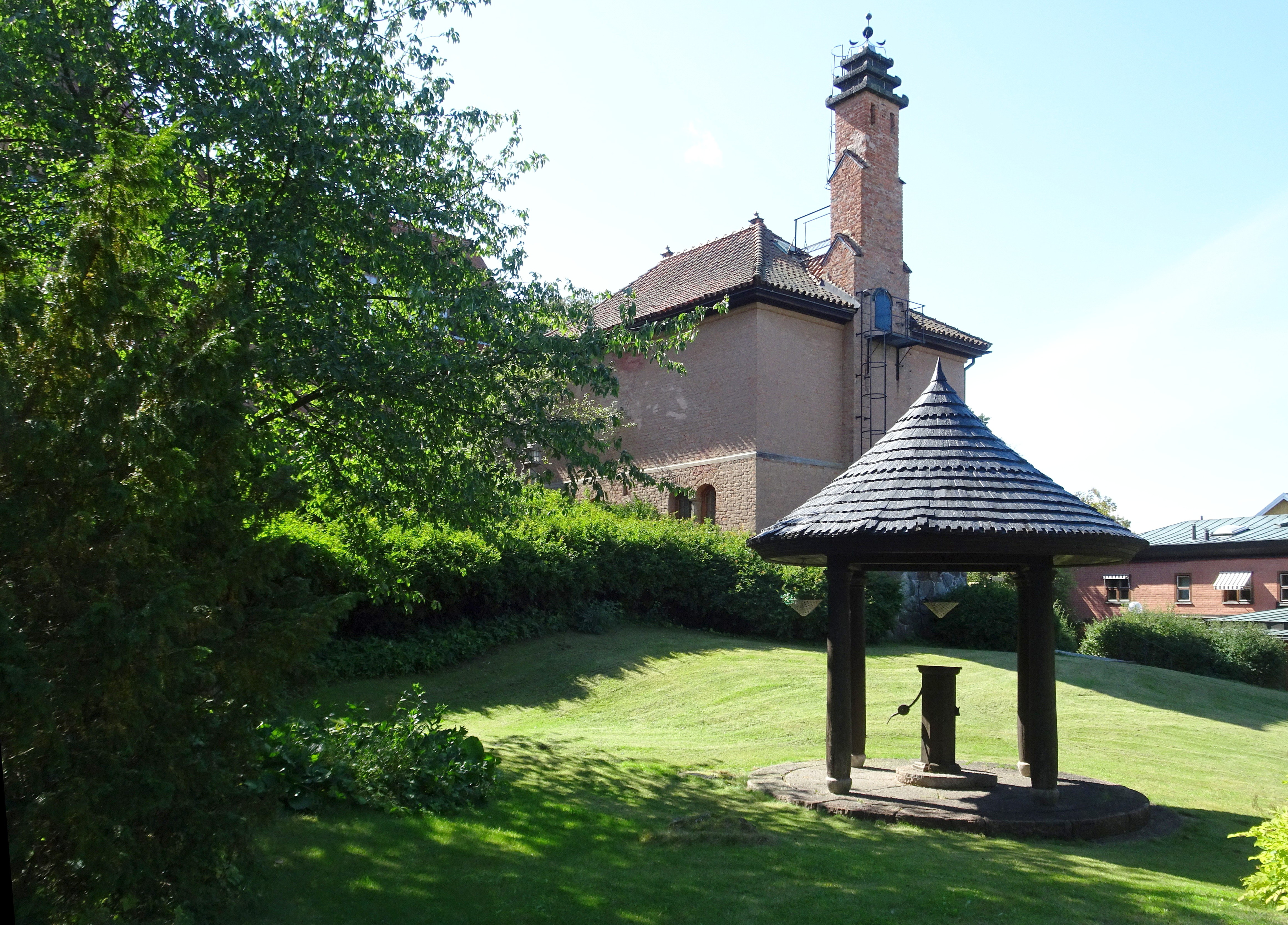
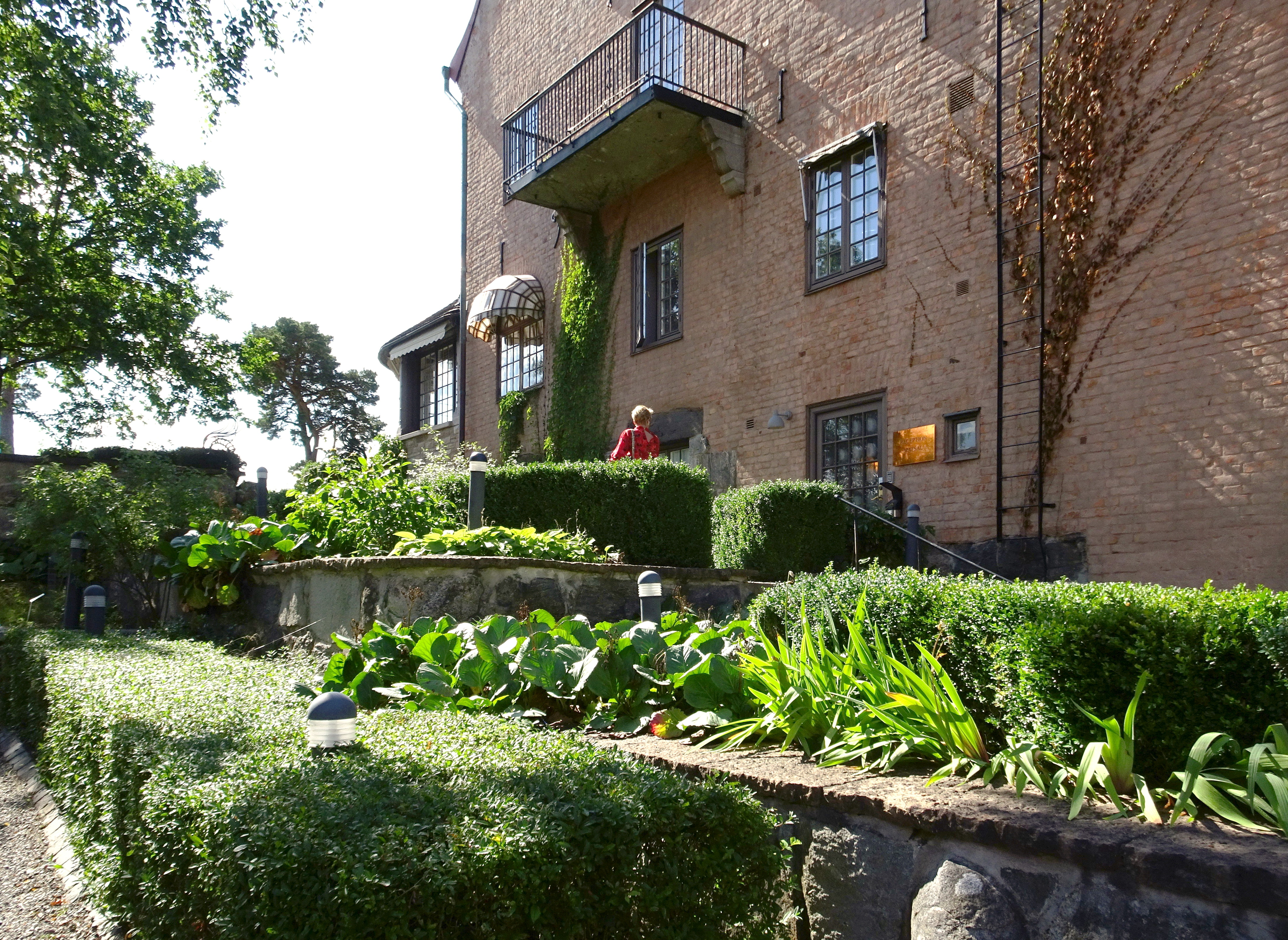

Interiör
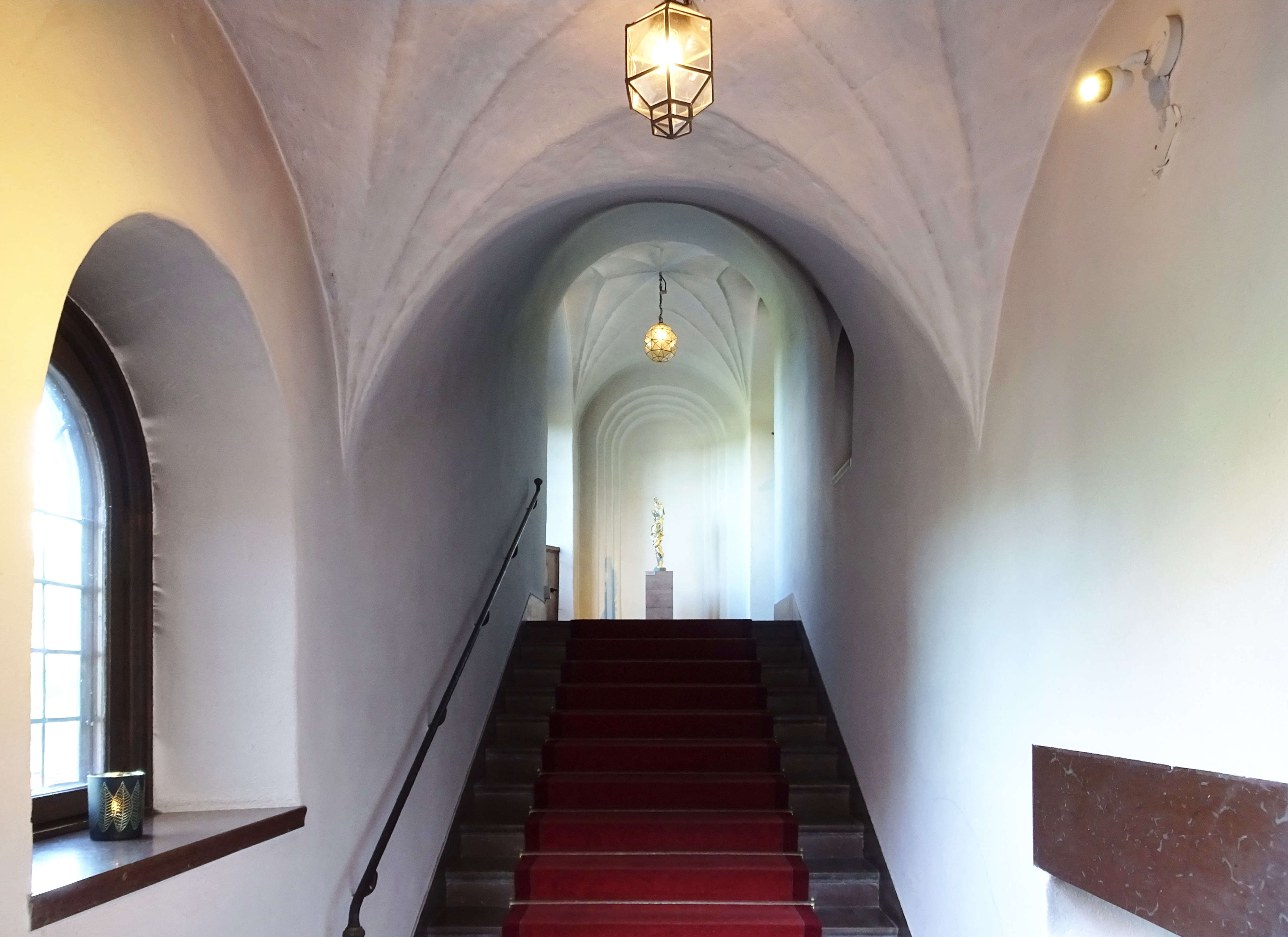
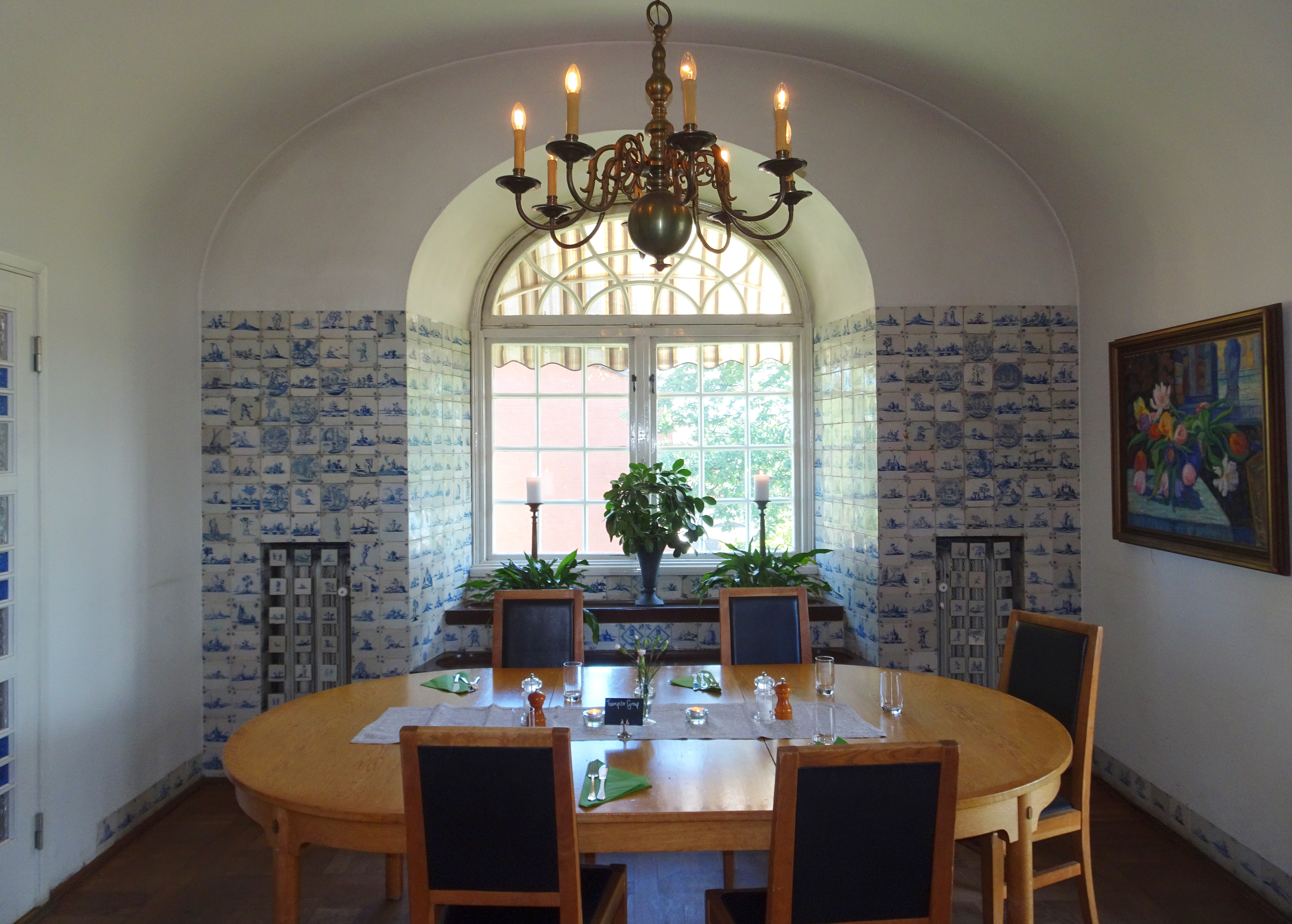
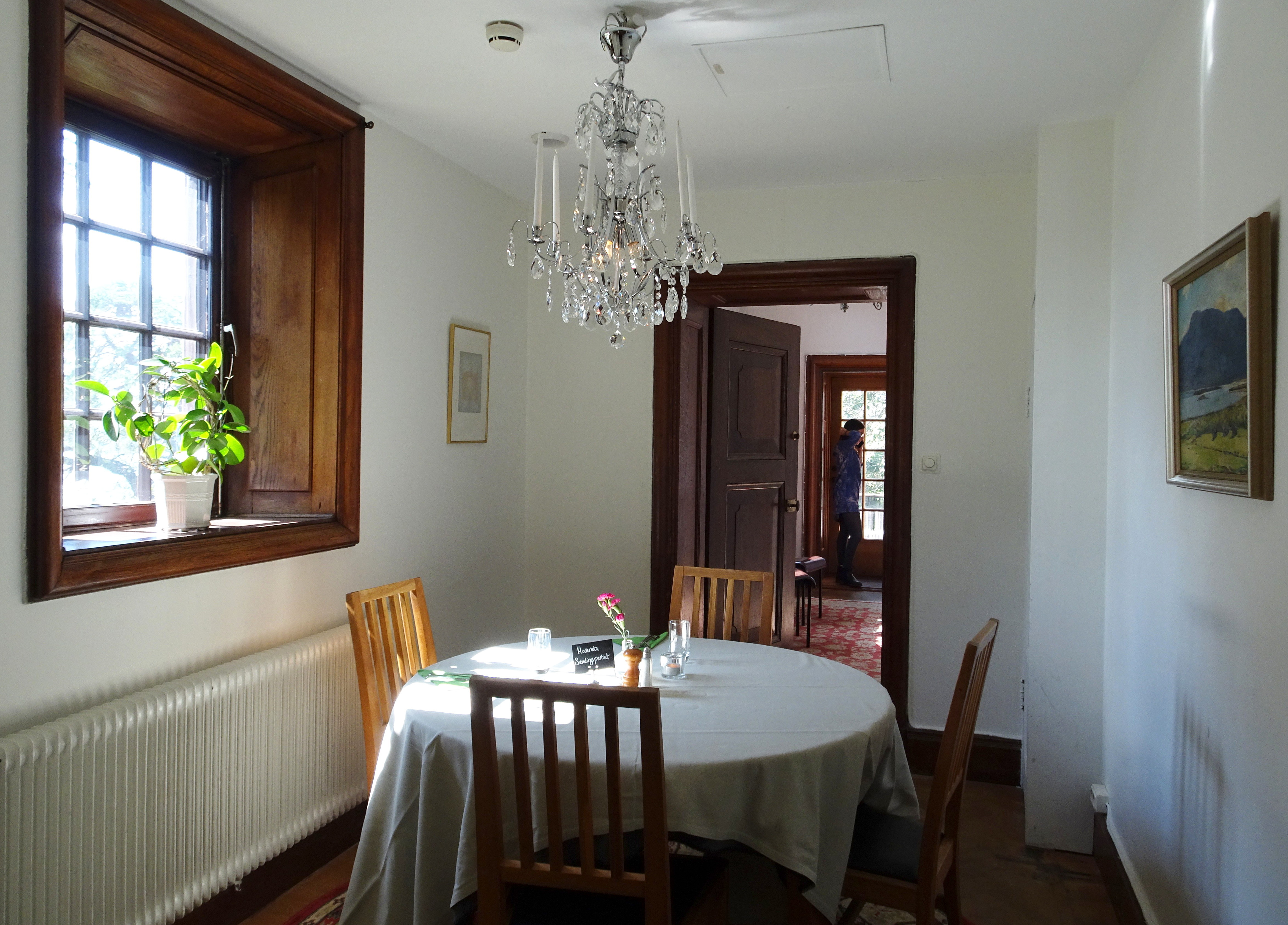
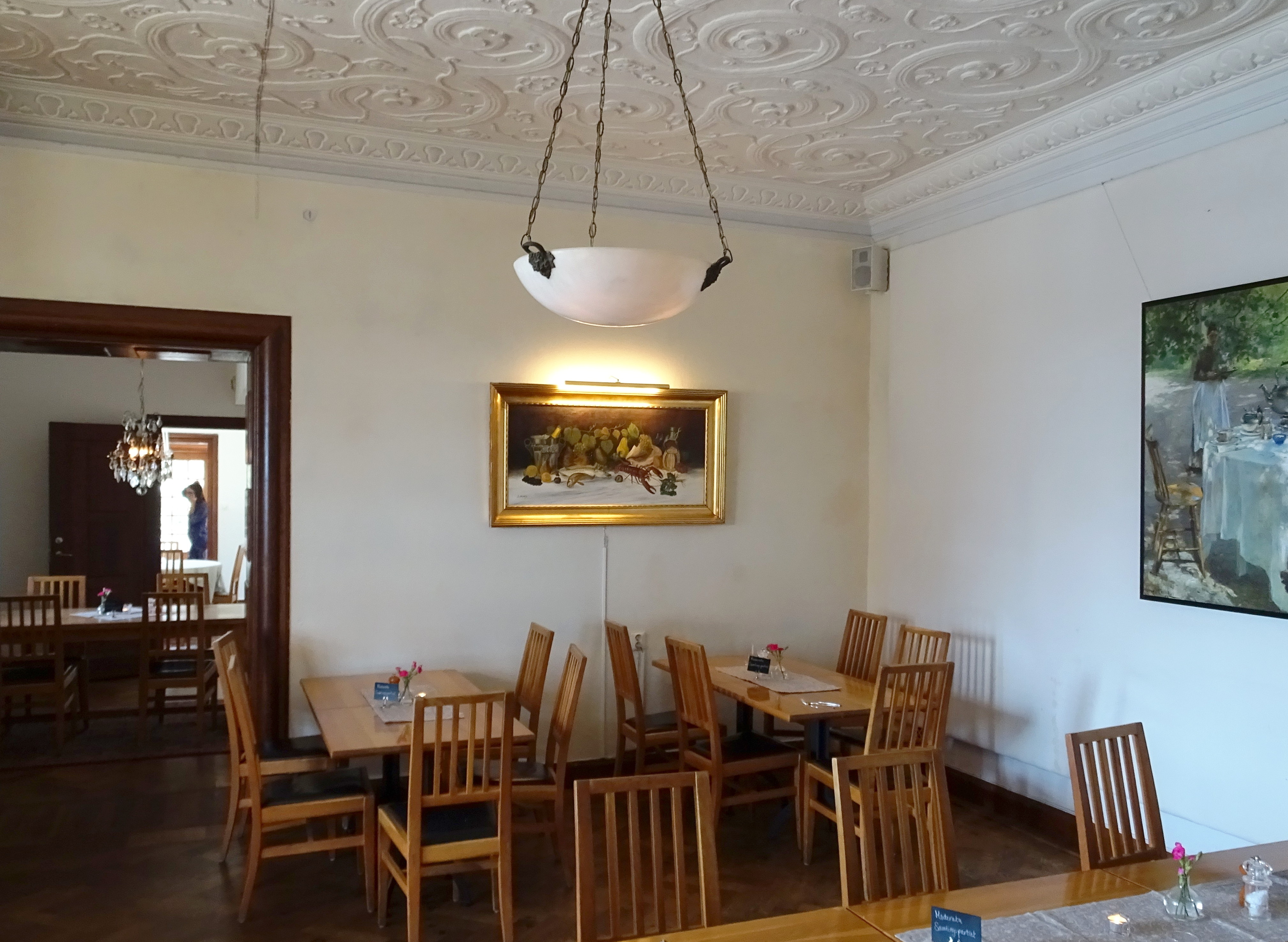

### Fotnoter
1. ↑  Fasadinskriptionen vid huvudentrén anger 1916 efter tillbyggnaden av den östasiatiska delen med "kinarummet".
2. ↑  RAÄ:s bebyggelseregister: HÖGUDDEN 30 - husnr 1, VILLA HÖGBERGA (lagskydd)
3. ↑  Richard Bergh är känd för bland annat målningen Nordisk sommarkväll målad vid Ekholmsnäs gård 1889-1900 på Lidingö.
4. ↑  Målningen Vänner finns idag på Nationalmuseum.